# The Girlie Show World Tour
The Girlie Show World Tour — четвёртый тур американской певицы Мадонны, прошедший в Америке, Европе, Австралии и Азии. Для названия тура Мадонну вдохновила картина «Girlie Show» Эдварда Хоппера.

## Выступление
Шоу начинается с появления Пьеро под фанфары — он является основным персонажем шоу — он танцует рядом с высоким шестом, на котором выступает обнаженная топлес танцовщица Кэрри Энн Инаба. Затем Мадонна появляется одетая в стиле «доминатрикс» и начинает петь «Erotica» на освещенной платформе. На следующую песню — «Fever» — к Мадонне присоединяются два полуобнаженных танцора, затем они втроем исчезают среди пламени. Песня «Vogue» исполняется с индуистскими мотивами, Мадонна и две бэк-вокалистки одеты в высокие головные уборы, украшенные бисером. Далее следует «Rain», переходя в попурри с «Singin' in the Rain» и танцевальную интерлюдию, в которой появляется Пьеро. Затем она спускается с потолка на гигантском диско-шаре, одетая в светлый афро-парик (по мотивам фильма в 1932 года «Белокурая Венера», в котором играет Марлен Дитрих), и исполняет в стиле диско «Express Yourself» и «Deeper and Deeper». После изображения оргии, она поет: «Why’s It So Hard» и «In This Life», Пьеро наблюдает за Мадонной во время исполнения последней.
Начинается интерлюдия The Beast Within — апокалипсические танцы с сексуальным подтекстом. Мадонна в классическом смокинге, подражая вокальному акценту Марлен Дитрих исполняет «Like A Virgin», а Пьеро от неё прячется, а затем, Мадонна, заметив его, прогоняет. Затем она выступает со своими бэк-вокалистками исполняя «Bye Bye Baby», это было сделано так же, как и её исполнение в 1993 году на премии MTV Video Music. После небольшой психоделической песни «I’m Going Bananas», она поет «La Isla Bonita», а затем, надев военный плащ, Мадонна и танцоры выступают с «Holiday», ремиксованный с военными мотивами. На бис, она появляется в викторианском костюме для «Justify My Love» и, наконец, шоу оканчивается «Everybody». После закрытия занавеса, под карнавальную музыку появляется Пьеро. Он раскрывает себя, сняв маску, это оказывается сама Мадонна: она оканчивает шоу, говоря «Everybody is a Star» (рус. Каждый может быть звездой).

## Скандалы
Концерт в Пуэрто-Рико вызывает пикеты: одетая в военную форму певица в ответ на свист публики при появлении огромного американского флага проводит пуэрто-риканским в районе промежности. Эпизод с возможно имевшим место оскорблением национального флага был неожиданно интерпретирован неоднозначно, скорее даже позитивно, по причине многочисленных романтических увлечений певицы пуэрториканцами, и позднее даже подвергся скрупулёзному анализу как пример взаимного влияния латиноамериканской культуры и США.

## Сет-лист
1. «Erotica»
2. «Fever»
3. «Vogue»
4. «Rain» (с отрывками из «Just My Imagination» вместе с элементами «Singin' in the Rain»)
5. «Express Yourself»
6. «Deeper and Deeper»
7. «Why’s It So Hard»
8. «In This Life»
9. «The Beast Within» (Dance Interlude)
10. «Like a Virgin» (с элементами «Falling In Love Again»)
11. «Bye Bye Baby»
12. «I’m Going Bananas»
13. «La Isla Bonita»
14. «Holiday» (с элементами из «Holiday for Calliope»)
15. «Justify My Love»
16. Попурри:
  1. «Everybody Is a Star»
  2. «Everybody» (с элементами «Dance to the Music» и «After the Dance»)

## Дата и место проведения
| Дата             | Город          | Страна         | Место проведения       |
| ---------------- | -------------- | -------------- | ---------------------- |
| Европа           |                |                |                        |
| 25 сентября 1993 | Лондон         | Великобритания | Уэмбли                 |
| 26 сентября 1993 | Лондон         | Великобритания | Уэмбли                 |
| 28 сентября 1993 | Париж          | Франция        | Дворец спорта Берси    |
| 29 сентября 1993 | Париж          | Франция        | Дворец спорта Берси    |
| 1 октября 1993   | Париж          | Франция        | Дворец спорта Берси    |
| Ближняя Азия     |                |                |                        |
| 5 октября 1993   | Тель-Авив      | Израиль        | Яркон парк             |
| 7 октября 1993   | Стамбул        | Турция         | Инёню                  |
| Северная Америка |                |                |                        |
| 11 октября 1993  | Торонто        | Канада         | Роджерс Центр          |
| 12 октября 1993  | Торонто        | Канада         | Роджерс Центр          |
| 14 октября 1993  | Нью-Йорк       | США            | Мэдисон-сквер-гарден   |
| 15 октября 1993  | Нью-Йорк       | США            | Мэдисон-сквер-гарден   |
| 17 октября 1993  | Нью-Йорк       | США            | Мэдисон-сквер-гарден   |
| 19 октября 1993  | Филадельфия    | США            | The Spectrum           |
| 21 октября 1993  | Оберн-Хиллс    | США            | Пэлас оф Оберн-Хиллс   |
| 23 октября 1993  | Монреаль       | Канада         | Олимпийский стадион    |
| 26 октября 1993  | Баямон         | Пуэрто-Рико    | Хуан Рамон Лоубриэль   |
| Южная Америка    |                |                |                        |
| 30 октября 1993  | Буэнос-Айрес   | Аргентина      | Монументаль            |
| 31 октября 1993  | Буэнос-Айрес   | Аргентина      | Монументаль            |
| 3 ноября 1993    | Сан-Паулу      | Бразилия       | Морумби                |
| 6 ноября 1993    | Рио-де-Жанейро | Бразилия       | Маракана               |
| Мексика          |                |                |                        |
| 10 ноября 1993   | Мехико         | Мексика        | Foro Sol               |
| 12 ноября 1993   | Мехико         | Мексика        | Foro Sol               |
| 13 ноября 1993   | Мехико         | Мексика        | Foro Sol               |
| Австралия        |                |                |                        |
| 19 ноября 1993   | Сидней         | Австралия      | Sydney Cricket Ground  |
| 24 ноября 1993   | Брисбен        | Австралия      | ANZ Stadium            |
| 26 ноября 1993   | Мельбурн       | Австралия      | Мельбурн Крикет Граунд |
| 27 ноября 1993   | Мельбурн       | Австралия      | Мельбурн Крикет Граунд |
| 29 ноября 1993   | Мельбурн       | Австралия      | Мельбурн Крикет Граунд |
| 1 декабря 1993   | Аделаида       | Австралия      | Adelaide Oval          |
| 3 декабря 1993   | Сидней         | Австралия      | Sydney Cricket Ground  |
| 4 декабря 1993   | Сидней         | Австралия      | Sydney Cricket Ground  |
| Япония           |                |                |                        |
| 7 декабря 1993   | Фукуока        | Япония         | Фукуока Доум           |
| 8 декабря 1993   | Фукуока        | Япония         | Фукуока Доум           |
| 9 декабря 1993   | Фукуока        | Япония         | Фукуока Доум           |
| 13 декабря 1993  | Токио          | Япония         | Токио Доум             |
| 14 декабря 1993  | Токио          | Япония         | Токио Доум             |
| 16 декабря 1993  | Токио          | Япония         | Токио Доум             |
| 17 декабря 1993  | Токио          | Япония         | Токио Доум             |
| 19 декабря 1993  | Токио          | Япония         | Токио Доум             |